# Anthony Mortas
Anthony Mortas (* 13. Februar 1974 in Reims) ist ein ehemaliger französischer Eishockeyspieler. 

## Karriere
Anthony Mortas begann seine Karriere als Eishockeyspieler in seiner Heimatstadt in der Nachwuchsabteilung des Hockey Club de Reims, für dessen Profimannschaft er von 1991 bis 2002 in der Ligue Magnus, der höchsten französischen Spielklasse, aktiv war. In den Jahren 2000 und 2002 gewann er mit seiner Mannschaft jeweils den französischen Meistertitel. In Folge an den zweiten Meistertitel ging der Hockey Club de Reims in Konkurs und der Center wechselte innerhalb der Ligue Magnus zum HC Amiens Somme, mit dem er 2004 ebenfalls Französischer Meister wurde. Nach insgesamt 21 Jahren im Profibereich beendete der Linksschütze im Anschluss an die Saison 2011/12 im Alter von 38 Jahren in Amiens seine Karriere. 

### International
Für Frankreich nahm Mortas im Juniorenbereich an der U18-Junioren-B-Europameisterschaft 1992 sowie den U20-Junioren-B-Weltmeisterschaften 1993 und 1994 teil. Im Seniorenbereich stand er im Aufgebot seines Landes bei den B-Weltmeisterschaften 2002, 2003 und 2006 sowie bei den A-Weltmeisterschaften 1997, 1998, 1999, 2000 und 2004. Zudem vertrat er Frankreich bei den Olympischen Winterspielen 1998 in Nagano und 2002 in Salt Lake City.

## Erfolge und Auszeichnungen
| - 2000 Französischer Meister mit dem Hockey Club de Reims - 2002 Französischer Meister mit dem Hockey Club de Reims - 2004 Französischer Meister mit dem HC Amiens Somme | - 2007 Ligue Magnus All-Star Team - 2009 Ligue Magnus All-Star Team - 2010 Ligue Magnus All-Star Team |

### International
- 2003 Aufstieg in die Top-Division bei der Weltmeisterschaft der Division I